# Варшевка
Варшевка (пол. Warszewka) — село в Польщі, у гміні Дробін Плоцького повіту Мазовецького воєводства.
У 1975-1998 роках село належало до Плоцького воєводства.